# Kemmental
Kemmental ist eine politische Gemeinde im Bezirk Kreuzlingen des Schweizer Kantons Thurgau. Die seit 1996 bestehende Gemeinde ging aus der Fusion der ehemaligen Munizipalgemeinden Alterswilen und Hugelshofen mit ihren Ortsgemeinden hervor.

## Geographie
Das Kemmental liegt zwischen dem Ottenberg und dem Seerücken. Kemmental zählt mit einer Fläche von 25 km² zu den grössten Gemeinden im Kanton Thurgau. Der Name Kemmental ist eine Neuschöpfung und bezieht sich auf den Chemebach, der die Gemeinde von Osten nach Westen durchfliesst. Die Landschaft des Kemmentals ist geprägt durch die Landwirtschaft (67 %) und Waldgebiete (24 %). Gerade einmal 9 % sind besiedelt.

## Geschichte
Die Nordhälfte des Kemmentals war ursprünglich Teil der Konstanzer Bischofshöri. Gemäss einer Urkunde des Kaisers Friedrich Barbarossa aus dem Jahre 1155 reichte die Bischofshöri bis zur Mannenmühle  und zur Dütschenmühle . Aus der Bischofshöri ging die Vogtei Eggen hervor, deren Besitzer im Verlaufe der nächsten Jahrhunderte mehrmals wechselten. 
Am 11. April 1499 kam es in der Gegend von Triboltingen zur Schlacht bei Schwaderloh. Zur gleichen Zeit hat in Siegershausen Jacob Nufer den ersten Kaiserschnitt durchgeführt, bei dem die Mutter überlebt hat.
Per 1. Januar 1996 schlossen sich die Munizipalgemeinden Alterswilen und Hugelshofen sowie die Ortsgemeinden Alterswilen, Altishausen, Ellighausen, Lippoldswilen, Neuwilen, Siegershausen, Dotnacht und Hugelshofen zur politischen Gemeinde Kemmental zusammen. Zur Gemeinde Kemmental gehören zudem die Ortschaften Bommen mit den Bommerweiern, Engelswilen und Schwaderloh.
→ siehe auch: Abschnitte Geschichte in den Artikeln über die einzelnen früheren Ortsgemeinden (Links im Abschnitt oben)

## Bevölkerung
| Hier fehlt eine Grafik, die leider im Moment aus technischen Gründen nicht angezeigt werden kann. Wir arbeiten daran! |

|                               | 1850 | 1900 | 1950 | 1990 | 2000 | 2010 | 2018 | 2023 |
| ----------------------------- | ---- | ---- | ---- | ---- | ---- | ---- | ---- | ---- |
| Einheitsgemeinde              |      |      |      |      | 2189 | 2285 | 2537 | 2774 |
| Munizipalgemeinde Alterswilen | 1281 | 1230 | 1200 | 1295 |      |      |      |      |
| Munizipalgemeinde Hugelshofen | 769  | 641  | 662  | 569  |      |      |      |      |

Von den insgesamt 2774 Einwohnern der Gemeinde Kemmental am 31. Dezember 2023 waren 566 bzw. 20,4 % ausländische Staatsbürger. 1169 (42,1 %) waren evangelisch-reformiert und 547 (19,7 %) römisch-katholisch.

## Wappen
Blasonierung: Über gelbem Schildfuss von Schwarz und Gelb bis zur Nabelstelle zu neun Plätzen geständert, überdeckt von erniedrigtem blauen Wellenbalken mit weissem Saum.
Nachdem 1996 die neue politische Gemeinde Kemmental entstanden war, wurde 2001 ein neues Gemeindewappen geschaffen. Die obere Wappenfläche ist in neun Streifen eingeteilt und erinnert symbolhaft an die aufgehende Sonne über dem Kemmental. Der Chemebach nimmt eine dominante Position ein. Die Anzahl der Streifen verweist auf die ehemaligen Ortsgemeinden.

## Wirtschaft
Im Jahr 2016 bot Kemmental 526 Personen Arbeit (umgerechnet auf Vollzeitstellen). Davon waren 28,1 % in der Land- und Forstwirtschaft, 37,0 % in Industrie, Gewerbe und Bau sowie 34,9 % im Dienstleistungssektor tätig. Als einer der wichtigsten Arbeitgeber zählt neben der Landwirtschaft (viele Saisonstellen) die Firma Strähl Käse AG.
Trotz der bescheidenen Einwohnerzahl hat Kemmental einige Einkaufsmöglichkeiten. Ausser dem Prima Dorfladen und der Landi gibt es diverse Hofläden.

## Sehenswürdigkeiten
Der Weiler Bommen ist im Inventar der schützenswerten Ortsbilder der Schweiz aufgeführt. Dort beheimatet sind die Bommerweier, welche als eine der wichtigsten und schönsten Sehenswürdigkeiten Kemmentals gelten.

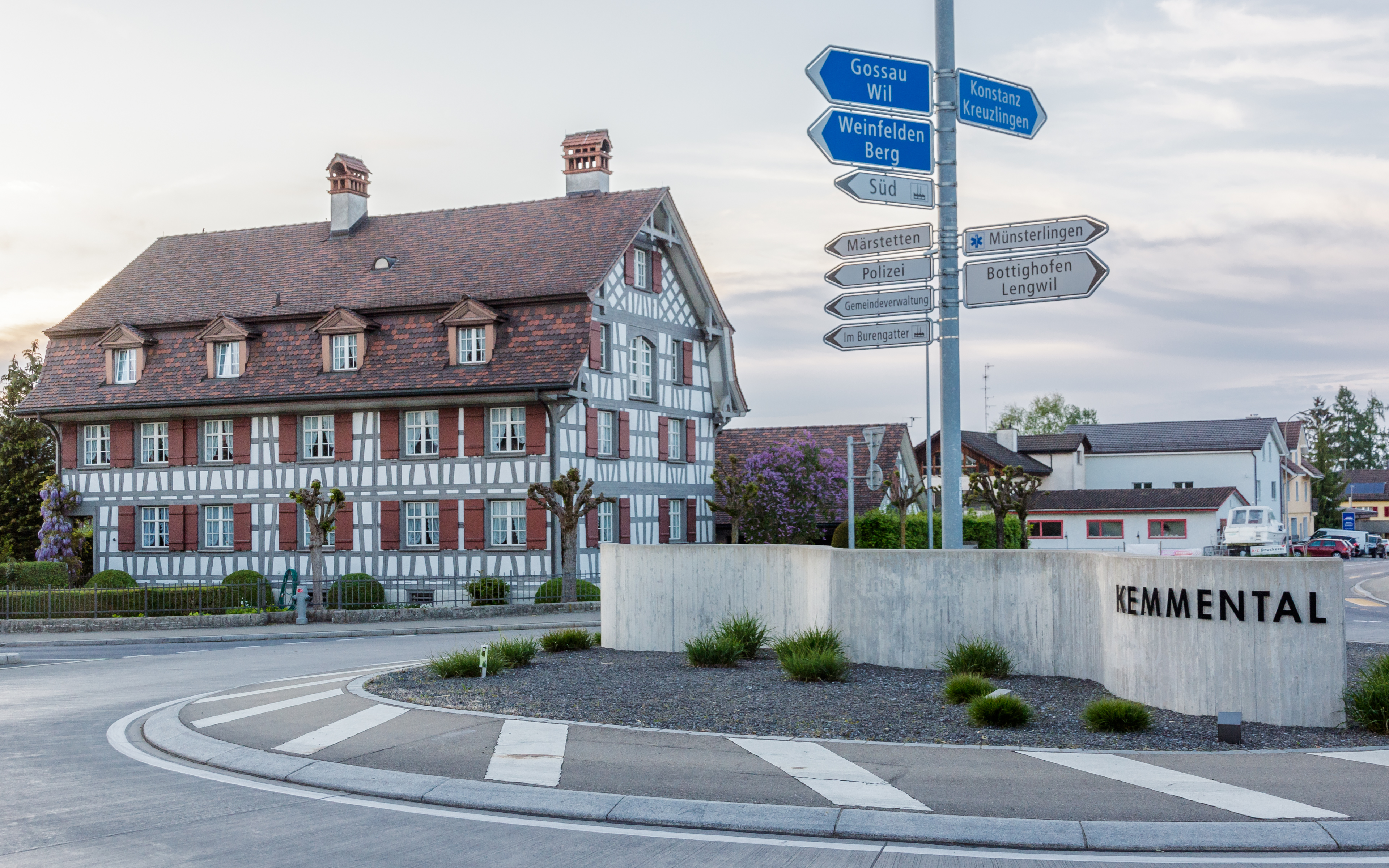
Siegershausen
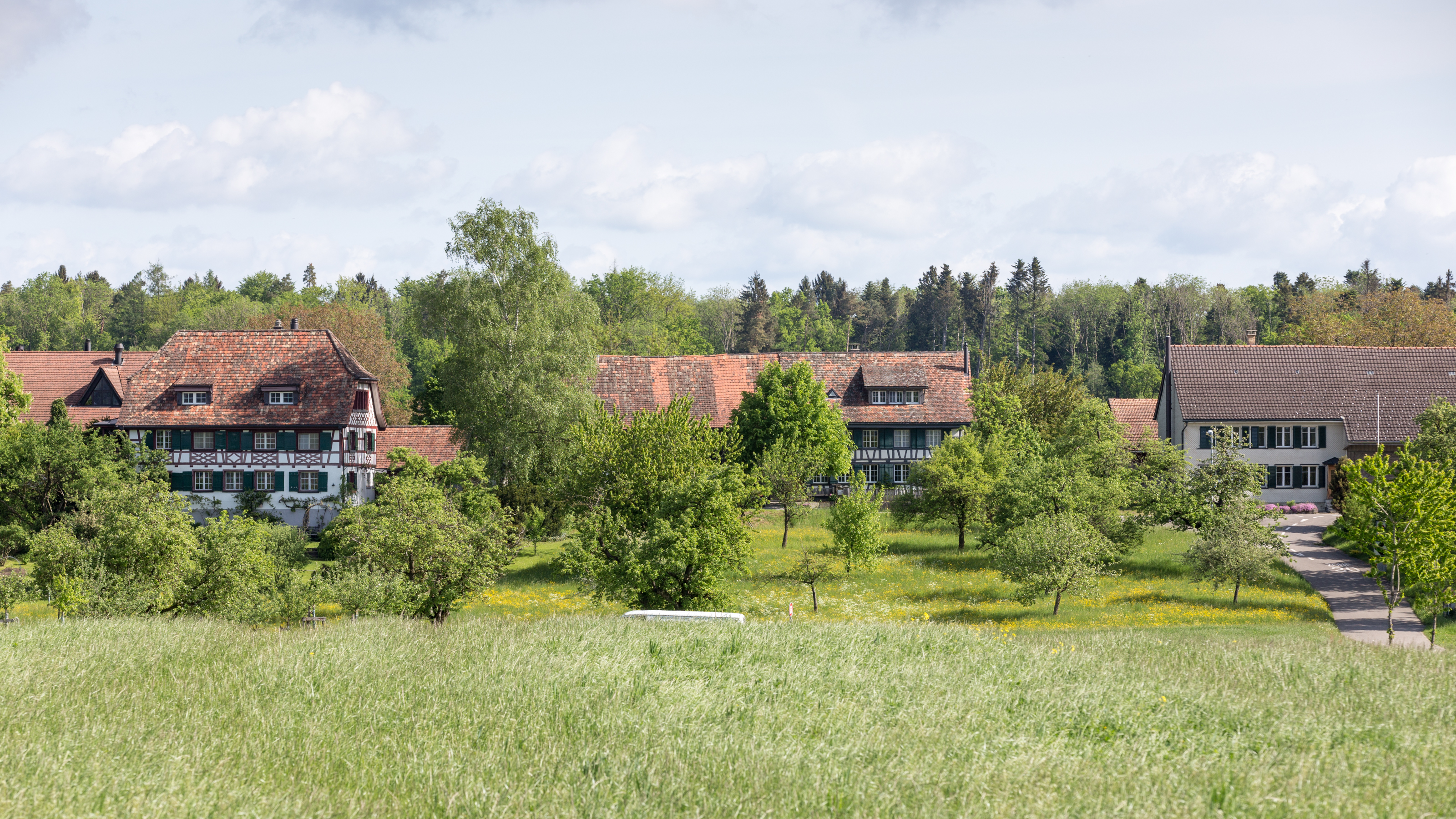
Weiler Bommen
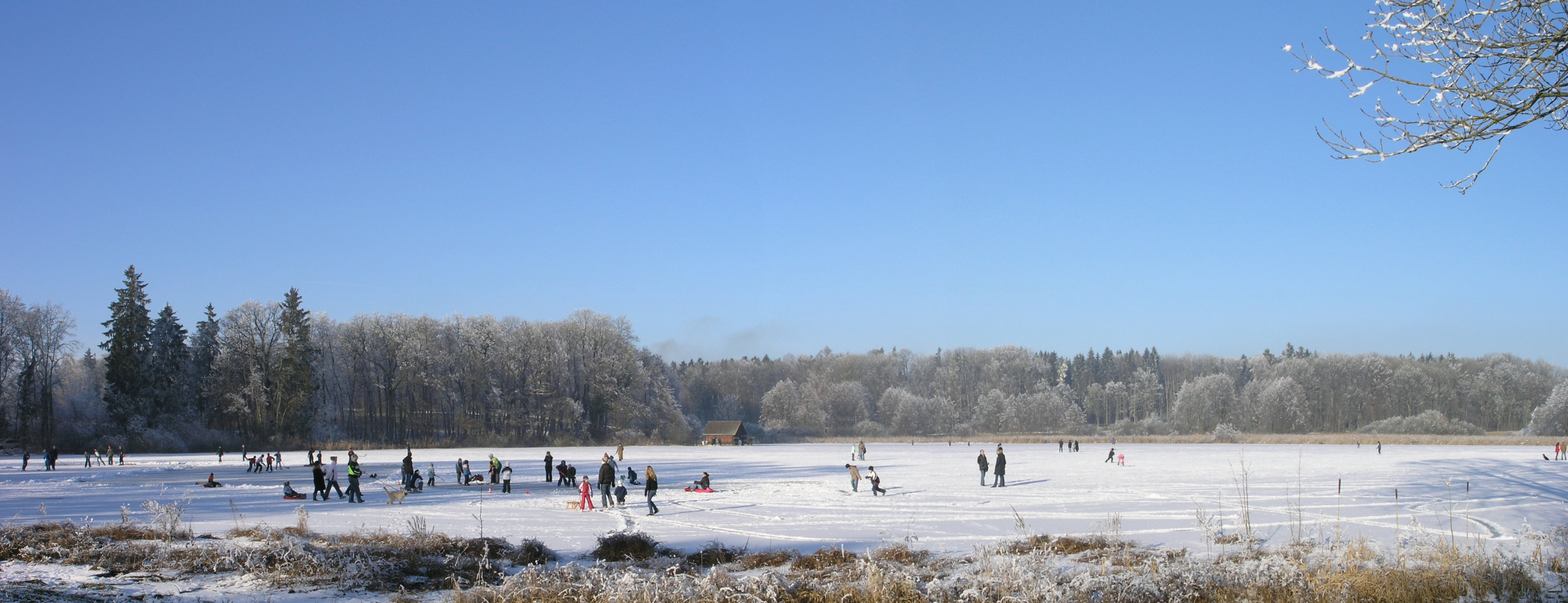
Bommen, Weiher im Winter
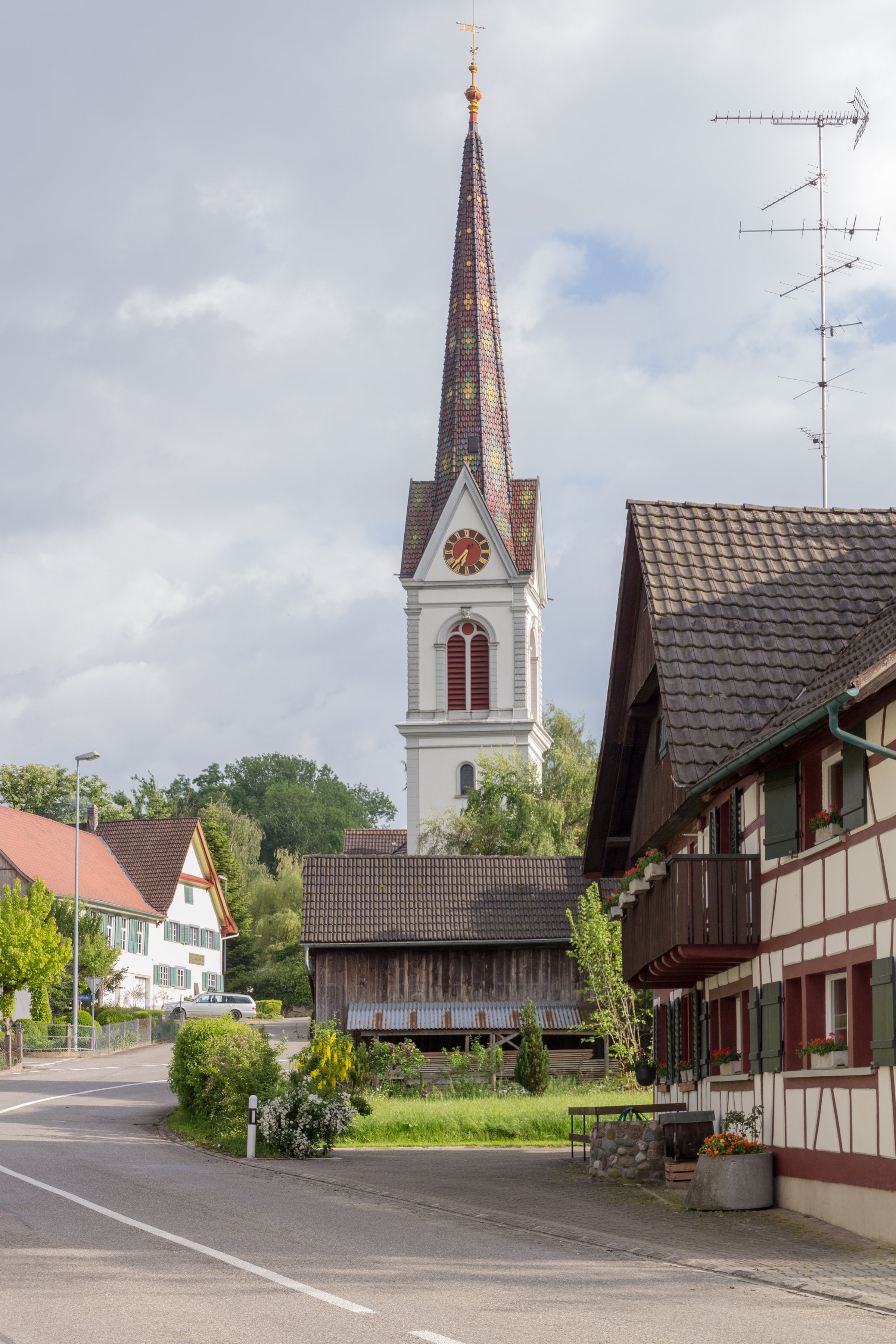
Hugelshofen mit Kirche

Als weitere Naturschutzgebiete der Pro Natura zählen folgende Orte im Kemmental: Stein- und Findlingsgarten, Autobahnbrücke Bääremos, Kiesgrube Chräieriet (oberhalb Aufhäusern), Kiesgrube Schatzloch (oberhalb Hugelshofen, unterhalb Wachtersberg) sowie das Waldreservat Neuwilen.
Das Kemmental ist zudem ausgestattet mit unzähligen öffentlichen Grillstellen, welche von Einwohnerinnen und Einwohnern aber auch von Besuchenden benutzt werden dürfen. Dazu zählen die Risihütte (liegt zwischen Engelswilen und Alterswilen) oder der Bommerweier.

## Persönlichkeiten

### Söhne und Töchter der Gemeinde
- René Back (* 1982), Schweizer Eishockeyspieler
- Jacob Nufer (* 15. Jh.), Schweizer Schweineschneider, machte den ersten Kaiserschnitt, den die operierte Frau überlebte

### Mit Kemmental verbunden
- Sebastian Vettel (* 1987), deutscher Formel-1-Rennfahrer und Weltmeister 2010, 2011, 2012 und 2013, lebt seit 2009 in Kemmental.